# Channel One Cup 2009
Channel One Cup 2009 byl turnaj ze série Euro Hockey Tour. Turnaj se hrál od 17. do 20. prosince 2009 v Moskvě. Utkání Česko – Finsko se hrálo v Praze. Zúčastnila se čtyři reprezentační mužstva, která se utkala jednokolovým systémem každý s každým.

## Výsledky a tabulka
|    |         | FIN    | RUS    | CZE    | SWE     | V | VP | PP | P | Skóre | B |
| 1. | Finsko  | Finsko | 3:2    | 1:2 PP | 4:3 SN  | 1 | 1  | 1  | 0 | 8:7   | 6 |
| 2. | Rusko   | 2:3    | Rusko  | 4:3 SN | 4:3     | 1 | 1  | 0  | 1 | 10:9  | 5 |
| 3. | Česko   | 2:1 PP | 3:4 SN | Česko  | 3:4 PP  | 0 | 1  | 2  | 0 | 8:9   | 4 |
| 4. | Švédsko | 3:4 SN | 3:4    | 4:3 PP | Švédsko | 0 | 1  | 1  | 1 | 10:11 | 3 |

 Česko –  Finsko 	2:1 PP (1:1, 0:0, 0:0-1:0) Zpráva
17. prosince 2009 – Praha (O2 Aréna)

Branky  Česko: 8. Jaromír Jágr, 62. Petr Čajánek

Branky  Finsko: 7. Immonen

Rozhodčí: Persson, Sjöberg (SWE) – Kalivoda, Pouzar (CZE)

Vyloučení: 5:5 (0:0)

Diváků: 12 563
Česko: Marek Schwarz – Ondřej Němec, Miroslav Blaťák, Filip Novák, Petr Čáslava, Angel Krstev, Zdeněk Kutlák, Vladimír Sičák, Tomáš Mojžíš – Jaromír Jágr, Jiří Hudler, Petr Čajánek – Jaroslav Bednář, Roman Červenka, Tomáš Rolinek – Jakub Klepiš, Josef Vašíček, Petr Hubáček – Zbyněk Irgl, Jaroslav Hlinka, Jiří Novotný. Trenéři: Vladimír Růžička, Josef Jandač a Ondřej Weissmann.
Finsko: Tarkki – Mäenpää, Puistola, Aalto, Väänänen, Kuukka, Pettinen, Tuomainen, Hietanen – Erkinjuntti, Immonen, Pihlman – Hentunen, Lehterä, Koivisto – Pihlström, Kontiola, Peltonen – Louhivaara, Hytönen, Komarov. Trenér: Jukka Jalonen.

 Rusko –  Švédsko 4:3 (1:0, 2:2, 1:1) Zpráva
17. prosince 2009 – Moskva (Megasport arena)

Branky  Rusko: 1. Těreščenko, 25. Morozov, 26. Saprykin, 49. Zinovjev 

Branky  Švédsko: 23. Weinhandl, 29. Magnus Johansson, M. Karlsson), 43. Martensson

Rozhodčí: Minář, Šír (CZE) – Birin, Medveděv (RUS)

Vyloučení: 7:9 (3:1)

Diváků: 12 000
Rusko: Jerjomenko – Nikulin, Kornějev, Aťjušov, Višněvskij, Kondratěv, Proškin, Guskov, Kalinin – Morozov, Těreščenko, Zaripov – Michnov, S. Fjodorov, Kozlov – Radulov, Zinovjev, Saprykin – Sušinskij, Kurjanov, Mozjakin. Trenér: Vjačeslav Bykov.
Švédsko: H. Karlsson – M. Karlsson, Magnus Johansson, D. Tjärnqvist, O. Hedman, Bäckman, Viklund, Sondell, Josefsson – Ericsson, Martensson, Weinhandl – Omark, Harju, Zackrisson – Engqvist, Persson, Lindström – Fabricius, Axelsson, Aslund. Trenér: Bengt-Ake Gustafsson.

 Rusko –  Finsko 2:3 (0:1, 1:0, 1:2) Zpráva
19. prosince 2009 – Moskva (Megasport arena)

Branky  Rusko: 27. Michnov, 51. Sušinskij 

Branky  Finsko: 4. Hytönen, 53. Immonen, 60. Kontiola

Rozhodčí: Minář, Šír (CZE) – Birin, Medvěděv (RUS)

Vyloučení: 9:10 (0:0)

Diváků: 13 000
Rusko: Gelašvili – I. Nikulin, Kornějev, Kondratěv, Proškin, Aťjušov, Višněvskij, Guskov, Kalinin – Morozov, Těreščenko, Zaripov – Radulov, Zinovjev, Saprykin – Michnov, S. Fjodorov, Kozlov – Sušinskij, Kurjanov, Mozjakin. Trenér: Vjačeslav Bykov.
Finsko: Lassila – Aalto, Mäenpää, Väänänen, Hietanen, Pettinen, Kuukka Puistola – Erkinjuntti, Immonen, Pihlman – Hentunen, Lehterä, Tuomainen – Pihlström, Kontiola, Peltonen – Louhivaara, Hytönen, Komarov – Koivisto. Trenér: Jukka Jalonen.

 Česko –  Švédsko 	3:4 PP (0:0, 0:2, 3:1 – 0:1) Zpráva
19. prosince 2009 – Moskva (Megasport arena)

Branky  Česko: 47. Petr Čajánek, 50. Jakub Klepiš, 60. Petr Čajánek

Branky  Švédsko: 26. Weinhandl, 35. D. Tjärnqvist, 44. Weinhandl, 63. Weinhandl

Rozhodčí: Bulanov, Ravodin – Sivov, Kalinkin (RUS)

Vyloučení: 5:6 (2:2)

Diváků: 2 500
Česko: Jakub Štěpánek – Filip Novák, Miroslav Blaťák, Ondřej Němec, Petr Čáslava, Zdeněk Kutlák, Angel Krstev, Vladimír Sičák, Tomáš Mojžíš – Jaromír Jágr, Jiří Hudler, Petr Čajánek – Jaroslav Bednář, Roman Červenka, Tomáš Rolinek – Jakub Klepiš, Josef Vašíček, Jan Marek – Zbyněk Irgl, Jaroslav Hlinka, Petr Hubáček. Trenéři: Vladimír Růžička, Josef Jandač a Ondřej Weissmann.
Švédsko: Liv – M. Karlsson, Bäckman, Magnus Johansson, Sondell, Viklund, Josefsson, O. Hedman, D. Tjärnqvist – Fabricius, Falk, Axelsson – Ericsson, Martensson, Weinhandl – Engqvist, Persson, Aslund – Omark, Harju, Zackrisson. Trenéři: Bengt-Ake Gustafsson.

 Česko –  Rusko 	3:4  SN  (0:1, 2:1, 1:0 – 0:0) Zpráva
20. prosince 2009 – Moskva (Megasport arena)

Branky  Česko: 39. Ondřej Němec, 40. Miroslav Blaťák, 55. Roman Červenka

Branky  Rusko: 16. Saprykin, 36. I. Nikulin, 53. Radulov, rsn. Mozjakin

Samostatné nájezdy: Mozjakin, Morozov (RUS)

Rozhodčí: Laaksonen, Boman (FIN) – Birin, Medvěděv (RUS)

Vyloučení: 8:6 (1:1)

Diváků: 12 500
Rusko: Košečkin – I. Nikulin, Kornějev, Kondratěv, Proškin, Aťjušov, Višněvskij, Guskov, Kalinin – Morozov, Těreščenko, Zaripov – Radulov, Zinovjev, Saprykin – Kozlov, S. Fjodorov, Michnov – Sušinskij, Kurjanov, Mozjakin. Trenéři: Vjačeslav Bykov a Igor Zacharkin.
Česko: Marek Schwarz – Filip Novák, Miroslav Blaťák, Ondřej Němec, Petr Čáslava, Zdeněk Kutlák, Angel Krstev, Vladimír Sičák, Tomáš Mojžíš – Jaromír Jágr, Roman Červenka, Petr Čajánek – Jakub Klepiš, Jiří  Hudler, Tomáš Rolinek – Petr Hubáček, Josef Vašíček, Jan Marek – Jaroslav Bednář, Jaroslav Hlinka, Jiří Novotný, Zbyněk Irgl. Trenéři: Vladimír Růžička, Josef Jandač a Ondřej Weissmann.

 Finsko –  Švédsko 4:3  SN  (0:1, 2:1, 1:1 – 0:0) Zpráva
20. prosince 2009 – Moskva (Megasport arena)

Branky  Finsko: 32. Hentunen, 38. Peltonen, 53. Peltonen, rozhodující nájezd Immonen 

Branky  Švédsko: 13. Mag. Johansson, 33. Persson, 56. D. Tjärnqvist

Rozhodčí: Bulanov, Olanin – Sivov, Kalinkin (RUS)

Vyloučení: 3:4 (1:0)

Diváků: 2 000
Finsko: Tarkki – Aalto, Mäenpää, Puistola, Hietanen, Pettinen, Kuukka – Erkinjuntti, Immonen, Pihlman – Hentunen, Lehterä, Tuomainen – Pihlström, Kontiola, Peltonen – Louhivaara, Hytönen, Komarov – Koivisto. Trenér: Jukka Jalonen.
Švédsko: Liv – M. Karlsson, Bäckman, Magnus Johansson, Sondell, Viklund, Josefsson, O. Hedman, D. Tjärnqvist – Fabricius, Falk, Axelsson – Ericsson, Martensson, Weinhandl – Engqvist, Persson, Aslund – Omark, Harju, Zackrisson. Trenér: Bengt-Ake Gustafsson.

### Nejlepší hráči
| Pozice              | Hráč              |
| ------------------- | ----------------- |
| Brankář             | Iiro Tarkki       |
| Obránce             | Miroslav Blaťák   |
| Útočník             | Mattias Weinhandl |
| Nejužitečnější hráč | Mattias Weinhandl |

### Kanadské bodování
| Poř. | Kanadské bodování | Branky | Přihrávky | Body |
| ---- | ----------------- | ------ | --------- | ---- |
| 1.   | Mattias Weinhandl | 4      | 1         | 5    |
| 2.   | Petr Čajánek      | 3      | 2         | 5    |
| 3.   | Jaromír Jágr      | 1      | 4         | 5    |
| 4.   | Jarkko Immonen    | 3      | 1         | 4    |
| 5.   | Ville Peltonen    | 2      | 2         | 4    |